# Amata affinis
Amata affinis är en fjärilsart som beskrevs av Rothschild 1920. Amata affinis ingår i släktet Amata och familjen björnspinnare. Inga underarter finns listade i Catalogue of Life.